# Tragia giardelliae
Tragia giardelliae là một loài thực vật có hoa trong họ Đại kích. Loài này được M.M.Gut. & Múlgura miêu tả khoa học đầu tiên năm 1986.